# Pinkfong
Pinkfong (korejsky: 핑크퐁) je jihokorejská dětská vzdělávací hudební skupina spadající pod společnost The Pinkfong Company (dříve známá jako Smart Study a Smart Books Media).
Kromě písniček společnost vydává také videohry, oblečení a různý merch.

## Historie
Společnost začala působit v červnu 2010 pod názvem The Pinkfong Company. Sídlí ve městě Soul. Své pobočky má také v Los Angeles a Šanghaji.
Zaměřuje se na obsah pro děti od nejmenšího věku. Jejich kanál se skládá z písniček a tanců, které představuje růžová liška jménem Pinkfong.
Jejich písnička „Baby Shark“, kterou vydali 18. června 2016, se stala nejvíce sledovanou písní na platformě YouTube.

## Diskografie

### Kompilační alba
- Pinkfong Presents: The Best of Baby Shark (2018)

### Písně
- „Baby Shark“ (2015)